# HbbTV

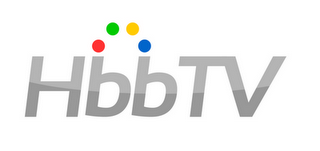
Logo HbbTV

HbbTV (Hybrid Broadcast Broadband TV) – zatwierdzony przez ETSI standard telewizji hybrydowej opracowywany przez konsorcjum firm z branży telewizyjnej, skupiające producentów sprzętu telewizyjnego i nadawców.

## Możliwości systemu HbbTV
Standard ten pozwala na dołączenie do kanału telewizyjnego interaktywnej aplikacji, która rozszerza funkcjonalność danego kanału. Na przykład:
- podmienianie treści reklamowych i umieszczanie spersonalizowanych reklam,
- udostępnianie przez daną stację archiwalnych materiałów wideo (VOD),
- wyświetlanie zwiastunów (trailerów),
- wyświetlanie elektronicznego przewodnika po programach EPG,
- wyświetlanie informacji tekstowych,
- zakupy w sklepach telewizyjnych,
- systemy głosowania.

## Zakres standardu
Standard zawiera:
- rozszerzenie i profilowanie HTML/Javascript do postaci pozwalającej na wyświetlanie aplikacji na ekranach telewizyjnych oraz sterowanie nimi przy pomocy pilota,
- sposoby dostarczania aplikacji lub adresu www do urządzenia w sygnale telewizyjnym (przez antenę),
- dostępne standardy mediów, MPEG DASH, MPEG-4, MPEG-2,
- parowanie aplikacji HbbTV uruchomionych na odbiorniku telewizyjnym z aplikacjami uruchomionymi na innych urządzeniach,
- łączenie mediów nadawanych w sygnale telewizyjnym z mediami dostarczanymi przez internet, na przykład: obraz wideo dostarczany jest z anteny telewizyjnej, zaś specyficzna ścieżka dźwiękowa w języku innym niż polski, przez internet.

## HbbTV na świecie
Obecnie HbbTV jest najdynamiczniej rozwijającym się standardem telewizji hybrydowej, w 2016 roku został zatwierdzony jako oficjalny standard w 15 krajach, w około 20 następnych standard ten jest na etapie testów bądź użytkowania.
Największym powodzeniem cieszy się w Niemczech, gdzie każdy kanał telewizyjny posiada przynajmniej jedną aplikację.
HbbTV ma duży udział w rynku w Australii, Nowej Zelandii, Francji, Szwajcarii, Austrii i Hiszpanii.
HbbTV wyparło inne standardy telewizji hybrydowej, takie jak MHP we Włoszech i MHEG w Wielkiej Brytanii.
Na bazie HbbTV rozwijany jest standard UHD IBB w Korei Południowej.

## HbbTV w Polsce
Pierwsze publicznie dostępne testy HbbTV w Polsce miały miejsce na kanale TVN HD emitowanym za pośrednictwem DVB-T z nadajnika PKiN w Warszawie. Obecnie (maj 2020) sygnał HbbTV na kanale TVN HD jest emitowany zarówno na kanałach telewizji naziemnej, jak i satelitarnej. 
Komercyjne aplikacje HbbTV zostały udostępnione przez Telewizję Polską w 2012 roku, następnie serwisy HbbTV zostały uruchomione na kanałach należących do Grupy ZPR (Eska TV, Fokus TV, Polo TV), Stopklatka TV oraz TVS. Grupa Polsat wykorzystuje technologię HbbTV do nadawania krótkoterminowych reklam interaktywnych na swoich niektórych kanałach, a od 20 września 2019 również do testowego nadawania kanału Polsat News w jakości HD przy pomocy technologii strumieniowania MPEG-DASH.
Na początku maja 2020 Telewizja Polska zaprezentowała nową, bardziej zaawansowaną, wersję swojej aplikacji HbbTV dostępnej wraz z sygnałem telewizji naziemnej. 
Obecnie (maj 2020) sygnał HbbTV o zasięgu ogólnopolskim jest emitowany z naziemnych nadajników firmy EmiTel w ramach MUX8 i obejmuje wszystkie naziemne kanały TVP oraz kanały: TVN HD, Polsat, Super Polsat, Metro, TV4, TV6, Stopklatka.
Rozporządzenie Ministra Cyfryzacji z dnia 7 października 2019 roku w sprawie wymagań technicznych i eksploatacyjnych dla odbiorników cyfrowych ustala, że od dnia 1 września 2020 sprzedawane odbiorniki telewizyjne posiadające możliwość podłączenia do internetu oraz zaimplementowane funkcje interaktywne, powinny umożliwiać korzystanie z telewizji hybrydowej i obsługiwać co najmniej wersję 2.0.1 HbbTV.